# The Chestnut Man
The Chestnut Man (El caso de Hartung o El caso Hartung , en Hispanoamérica; Kastanjemanden, en el original en danés) es una serie de crimen y suspenso de la plataforma Netflix lanzada en septiembre del año 2021. La trama gira en torno a la investigación de varios asesinatos en Copenhague, Dinamarca.

## Sinopsis
En un parque infantil, aparece una joven brutalmente asesinada a la que le falta una mano. Junto a la chica encuentran un muñequito hecho de castañas. La encargada de resolver el caso es la agente Naia Tullin, quien busca un traslado a la oficina de Ciberdelincuencia para poder pasar más tiempo con su hija Le. En esta investigación se ve obligada a trabajar con el agente Mark Hess, quien fue enviado desde La Haya.
Juntos, Thulin y Hess descubren que el caso gira en torno a Rosa Hartung, la ministra de asuntos sociales del gobierno danés, cuya hija Kristine desapareció el año anterior y fue dada por muerta. Las huellas de Kristine estaban en el muñequito hecho de castañas que fue encontrado en la escena del crimen, por lo que Tullin y Hess presionan para que el caso sea abierto nuevamente. La trama se complica cuando otras dos mujeres son asesinadas, una de ellas bajo custodia policial.

## Reparto[1]
- Esben Dalgaard Andersen como Steen Hartung
- Danica Curcic como Naia Thulin
- David Dencik como Simon Genz
- Iben Dorner como Rosa Hartung
- Liva Forsberg como Le Thulin
- Mikkel Følsgaard as Mark Hess
- Ali Kazim como Nehru
- Louis Næss-Schmidt como Gustav Hartung
- Lars Ranthe como Nylander

## Recepción
En IMDb la serie tiene una nota de 8/10 en base a más de 10 mil votos.